# Motsu
motsu（モツ、1967年5月22日 - ）は、日本のラッパー、歌手、ソングライター、編曲家。本名は瀬川 素公（せがわ もとたか）。千葉県柏市出身。エイベックス・マネジメント所属。
m.o.v.eとALTIMAの元メンバー。アイウェアブランド「GHETTO BLASTA（ゲットーブラスター）」を主宰している。
既婚。血液型はA型、身長は178cm。

## 人物・来歴
- 作詞家、作曲家、リミキサーとしてV6、倖田來未、 AAA、『クレヨンしんちゃん』などm.o.v.e以外にも多数の楽曲を提供している。
- 22歳でヒップホップカルチャーの本場アメリカに渡り、ダンスとラップを学んだ。
- テレビ番組『Channel-a』の3代目MCを務めていた。
- 年齢固定制という制度を提唱し、自分自身の事を「永遠の18歳」と名乗っている。
- 高校を2回留年した[2]。
- 右の二の腕にタトゥーを入れている。
- 『週刊ヤングマガジン』を創刊時から愛読している。その為、『頭文字D』アニメ化とm.o.v.eの起用に大変喜び、『頭文字D 4th stage』ではm.o.v.eのメンバー全員が観客として登場している。また、『雷鳴-out of kontrol-』のPVでもメンバー全員が頭文字Dの世界のキャラクターとして登場しており、こちらでは初めて声優に挑戦している。
- Animelo Summer Liveに2007年、2008年、2009年と3年連続でm.o.v.eで参加した。また2010年では田村ゆかりの「You & Me」でフィーチャリングアーティストとして、またALTIMAでは2011年にサプライズゲスト、2012年に通常出演アーティストとして参加している。2013年にはmotsuとしてfripSideとのセッションに、2014年には再びALTIMAとして参加しただけでなく個人として田村ゆかりとのYou & Meで共演。2015年はキング・クリームソーダとしての出演に加えZAQとサプライズ共演、2016年に再びALTIMAとして参加して活動終了発表、2017年には再び田村ゆかりとYou＆Meでサプライズ共演、2019年ではbuzz☆Vibesとサプライズ共演、2021年ではD4DJとサプライズ共演した。
  - 2017年の出演に至っては、出演当日に京都府の京都駅より滋賀県の比叡山延暦寺へヒルクライムをしている様子を順次Twitterへ投稿、ファンに『今現在滋賀に居る為、埼玉で開催されているAnimelo Summer Liveへは出演不可能』と思わせた上で、田村ゆかりが直前にソロで歌っていた『秘密の扉から会いにきて』によってワープされてきたかのようなサプライズを演出した。これは田村ゆかりが3年振りの出演であり、motsuと再び共演するだろうとファンに読まれていたため、このままではサプライズにならないことを危惧し、1週間前に京都・滋賀へ赴いて撮影しておいた写真を時刻を合わせてリアルタイムかのように見せかけて当日投稿したものであった[3][4]。
- Animelo Summer Liveで共演した田村ゆかりからは、自身のラジオ等で親しみを込めて「チェケラッチョ」と呼ばれており、本人も公認している。
- 2013年初旬、群馬県の榛名山から東京都の渋谷区までの往復区間を自転車で走破し、その道中にてシャンパンを購入するという挑戦を行う。埼玉県熊谷市に立ち寄った際に購入こそ出来たものの、シャンパンではなく980円のスパークリングワインになってしまった。この挑戦は、15年間共にm.o.v.e.として活動してきたyuriへの感謝のプレゼントを探すために行われたものであり、2013年3月16日に行われたラストライブ「m.o.v.e The Last Show 〜Champagne Fight〜」のステージ上にてyuriに贈られた。
- 2019年に初期の中咽頭がんを患い、手術を経て寛解し、音楽活動に復帰する。その後、がん発見の啓発活動や小児がんの子供たちを支援するチャリティ活動にも参加している[5]。
- 2022年3月、自身のYouTuberチャンネルで"DeeJay PADISCO"（ディージェイ パディスコ）という名前でVTuber活動を開始した。設定は「ラジカセ惑星に住む20歳のDJで、量子テレポーテーション技術により地球人MOTSUを介して活動している」との事。
- 2023年2月、サッカーJリーグFC町田ゼルビアの主催試合にてMCを行うスタジアムMCに就任[6]。

## GHETTO BLASTA
motsu自身がデザインしたサングラスやTシャツ等を販売するブランド。とりわけサングラスについては、レンズ表面にタイルやトゲ状のパーツがあしらわれているなど奇抜なデザインのものも多い。当然ながら前方視界が遮られるため、これらの商品には「着用して運転等をしないで下さい」という注意書きが添えられている。

## 所属の音楽ユニット
- MORE DEEP（1989 - 1991年、1992年 - 1995年）
- RAVEMAN（1994年 - 1996年）
- m.o.v.e（move）（1997年 - 2013年）
- chilljet（1997年 - 1998年）
- Mother Ninja（MOUNT POSITIONから改名。2005年 - 2010年）
- 柏ニップス（2006年 - ）
- Phoenix 2:00AM（2010年）
- ALTIMA（2011年 - 2016年、2018年）
- キング・クリームソーダ（2014年 - ）

## ディスコグラフィ
所属音楽ユニットの楽曲に関しては各項目のディスコグラフィを参照

### ソロ活動
| 公開日        | 楽曲                     | 関わり         | タイアップ企業   |
| ------------- | ------------------------ | -------------- | ---------------- |
| 2017年7月27日 | にじよめちゃん体操第１億 | 作詞/作曲/歌唱 | 株式会社エイシス |

### 楽曲提供
| 発売日         | アーティスト                                              | タイトル                          | 関わり         | 収録                                                    | 規格品番                                                              |
| -------------- | --------------------------------------------------------- | --------------------------------- | -------------- | ------------------------------------------------------- | --------------------------------------------------------------------- |
|                | DJ COOL K                                                 | 星空の下で （暗闇の下ＭＩＸ）     | 作曲           | アルバム『DJ USE ONLY』                                 |                                                                       |
| 1995年6月21日  | 武田真治                                                  | MOTOR WAY                         | 作詞           | S                                                       | PCCA-000765                                                           |
| 1995年12月6日  | 武田真治                                                  | MOTOR WAY                         | 作詞           | 恋をしようよ                                            | PCDA-000808                                                           |
| 1995年11月1日  | HINZOO SQWAT                                              | 我歩                              | 作曲           | CLUBWILD.B                                              | BVCR-1537                                                             |
| 1998年11月17日 | C. A. A. MIX FACTORY                                      | YAH 3                             | リミックス     | C.A.A. MIX FACTORY                                      | PCCY-000871                                                           |
| 1996年2月14日  | V6                                                        | MADE IN JAPAN                     | 作詞           | MADE IN JAPAN                                           | AVDD-20117                                                            |
| 1996年5月29日  | V6                                                        | BEAT YOUR HEART                   | 作詞           | BEAT YOUR HEART                                         | AVDD-20125                                                            |
| 1996年8月5日   | V6                                                        | BEAT YOUR HEART (NEW ALBUM MIX)   | 作詞           | SINCE 1995 〜 FOREVER                                   | AVCD-11453                                                            |
| 1996年8月5日   | V6                                                        | Born to run / Coming Century      | 作詞           | SINCE 1995 〜 FOREVER                                   | AVCD-11453                                                            |
| 1996年8月5日   | V6                                                        | MADE IN JAPAN (NEW ALBUM MIX)     | 作詞           | SINCE 1995 〜 FOREVER                                   | AVCD-11453                                                            |
| 1996年8月7日   | GTS                                                       | TAKE ME UP TO THE HEAVEN          | 作詞           | GROOVE THAT SOUL                                        | AVCD-11464                                                            |
| 1996年8月7日   | GTS                                                       | DISCONNECTED LOVE                 | 作詞           | GROOVE THAT SOUL                                        | AVCD-11464                                                            |
| 1996年8月7日   | GTS                                                       | POSITIVE VIBRATION                | 作詞           | GROOVE THAT SOUL                                        | AVCD-11464                                                            |
| 1996年11月13日 | GTS                                                       | TONIGHT IS THE NIGHT              | 作詞           | IN THE GROOVE                                           | AVCD-011504                                                           |
| 1997年8月8日   |                                                           | LITTLE OF JAZZ A                  | 作詞/作曲      | Ｂ オリジナルサウンドトラック                           | CTCR-016023                                                           |
| 1997年8月8日   |                                                           | BE REAL -THEME OF B-              | 作曲           | Ｂ オリジナルサウンドトラック                           | CTCR-016023                                                           |
| 1997年8月8日   | chilljet                                                  | TRIBALISM                         | 作詞/作曲      | Ｂ オリジナルサウンドトラック                           | CTCR-016023                                                           |
| 1997年4月10日  | クレヨンしんちゃん関連楽曲                                | NO NO NO                          | 作詞           | クレヨンしんちゃん４～ひまわりちゃん誕生記念！！～      | AMCM- 004287                                                          |
| 1997年4月23日  | GTS                                                       | BLACK&RARE GROOVE                 | 作詞           | BLACK&RARE GROOVE                                       | AVCD-030039                                                           |
| 1997年5月21日  | GTS                                                       | BLACK&RARE GROOVE                 | 作詞           | LOVE UNLIMITED                                          | AVCD-011565                                                           |
| 1997年7月9日   | V6                                                        | WHAT'S COOL? / Coming Century     | 作詞           | WAになっておどろう                                      | AVDD-20190                                                            |
| 1997年8月13日  | V6                                                        | MISS YOU TONIGHT / Coming Century | 作詞/作曲      | NATURE RHYTHM                                           | AVCD-11576                                                            |
| 1997年10月25日 | ヨーデルマン                                              | ヨーデルハイジ500R                | 作詞/作曲      | ヨーデルマン                                            | AMCY-002444                                                           |
| 1997年10月25日 | ヨーデルマン                                              | コサック1999                      | 作詞/作曲      | ヨーデルマン                                            | AMCY-002444                                                           |
| 1997年10月25日 | ヨーデルマン                                              | ケチャマン                        | 作詞/作曲      | ヨーデルマン                                            | AMCY-002444                                                           |
| 1997年10月25日 | ヨーデルマン                                              | サンバちゃん                      | 作詞/作曲      | ヨーデルマン                                            | AMCY-002444                                                           |
| 1997年10月25日 | ヨーデルマン                                              | ヨーデルクリスマス                | 作詞/作曲      | ヨーデルマン                                            | AMCY-002444                                                           |
| 1997年10月25日 | ヨーデルマン                                              | ヨーデルハウスＧＴＳ              | 作詞/作曲      | ヨーデルマン                                            | AMCY-002444                                                           |
| 1998年1月21日  | D' SECRETS                                                | MUSYA KUSYA                       | 作詞           | d“IMMORAL”                                              | PCCA-95010                                                            |
| 1998年2月1日   |                                                           | FLYIN' TO YOUR SOUL               | 作詞/作曲      | バストアムーブ                                          | AVCD-011632                                                           |
| 1998年2月11日  | V6                                                        | SUPER FLY / Ken Miyake            | 作詞/作曲/編曲 | SUPER HEROES                                            | AVCD-11625                                                            |
| 1998年3月21日  | THE FINAL ST. AGE                                         | OH! WHAT A SUNSHINE DAY!          | 作詞           | FINAL STAGEⅠ                                            | VPCC-080514                                                           |
| 1998年4月22日  | のはらしんのすけ（矢島晶子） & アクション仮面（玄田哲章） | とべとべ おねいさん               | 作詞/作曲      | とべとべ おねいさん                                     | BVDR-001230                                                           |
| 1998年8月05日  | V6                                                        | MASSIVE BOMB                      | 作詞/作曲/編曲 | A JACK IN THE BOX                                       | AVCD-11658                                                            |
| 1999年4月15日  | ウラカタ/オモテーズ（FM福岡）                             | Will Power ～意志の力～           | 作詞           | WILLPOWER                                               | RRCD-85215                                                            |
| 1999年4月15日  | ウラカタ/オモテーズ（FM福岡）                             | Will Power ～終わりのない夢～     | 作詞           | WILLPOWER                                               | RRCD-85215                                                            |
| 1999年8月18日  | V6                                                        | DANCE!! ～Make The Party High～   | 作詞           | "LUCKY" 20th Century, Coming Century to be continued... | AVCD-11681                                                            |
| 2000年8月09日  | V6                                                        | Don't Stop The Refrain            | 作詞/作曲      | "HAPPY" Coming Century, 20th Century Forever            | AVCD-11815                                                            |
| 2000年8月09日  | V6                                                        | SPEEDER'S HIGH / Coming Century   | 作詞/作曲/編曲 | "HAPPY" Coming Century, 20th Century Forever            | AVCD-11815                                                            |
| 2002年3月27日  | 倖田來未                                                  | My Dream                          | 作曲           | affection                                               | RZCD-45050                                                            |
| 2006年1月1日   | AAA                                                       | 最強Babe                          | 作詞           | ATTACK                                                  | AVCD-17843                                                            |
| 2006年1月1日   | AAA                                                       | VIRGIN F                          | 作詞           | ATTACK                                                  | AVCD-17843                                                            |
| 2021年5月19日  | 芹澤優 with DJ KOO & motsu                                | EVERYBODY! EVERYBODY!             | 作詞/作曲      | EVERYBODY! EVERYBODY! / YOU YOU YOU                     | EYCA-13372/B（CD+BD盤） EYCA-13371/B（CD+DVD盤） EYCA-13373（通常盤） |
| 2021年5月19日  | 芹澤優 with DJ KOO & motsu                                | YOU YOU YOU                       | 作詞/作曲/編曲 | EVERYBODY! EVERYBODY! / YOU YOU YOU                     | EYCA-13372/B（CD+BD盤） EYCA-13371/B（CD+DVD盤） EYCA-13373（通常盤） |
| 2023年10月18日 | 芹澤優 feat. MOTSU                                        | JUNGLE FIRE feat. MOTSU           | 作詞 / 作曲    | JUNGLE FIRE feat. MOTSU                                 | EYCA-14175/B (CD+BD) EYCA-14174/B (CD+DVD) EYCA-14176 (CD)            |
| 2024年10月30日 | 芹澤優 feat. MOTSU                                        | ROCK ME KISS ME feat. MOTSU       | 作詞 / 作曲    | ROCK ME KISS ME feat. MOTSU                             | EYCA-14480/B (CD+BD) EYCA-14479/B (CD+DVD) EYCA-14481 (CD)            |

### Chill Jet名義
| 発売日        | 収録              | 規格品番  | 楽曲                   | 関わり         |
| ------------- | ----------------- | --------- | ---------------------- | -------------- |
| 1997年11月1日 | アイスホッケー    | MTJX-1003 | 経歴抹消               | 作詞/作曲/編曲 |
| 1997年11月1日 | アイスホッケー    | MTJX-1003 | 愚連隊の調べ           | 作詞/作曲/編曲 |
| 1997年11月1日 | アイスホッケー    | MTJX-1003 | 満場一致でパシリに決定 | 作詞/作曲      |
| 1997年11月1日 | アイスホッケー    | MTJX-1003 | アングラ兄弟           | 作詞/作曲/編曲 |
| 1997年11月1日 | アイスホッケー    | MTJX-1003 | Bボタンでダッシュ      | 作詞/作曲/編曲 |
| 1997年11月1日 | アイスホッケー    | MTJX-1003 | 虹を見たかい           | 作詞/作曲/編曲 |
| 1998年4月16日 | NO MUSIC, NO WIFE | MJXT-1011 | 愚連隊の休日           | 作詞           |
| 1998年4月16日 | NO MUSIC, NO WIFE | MJXT-1011 | in my mind (explode）  | 作詞/作曲/編曲 |
| 1998年4月16日 | NO MUSIC, NO WIFE | MJXT-1011 | 妙な人                 | 作詞/作曲/編曲 |
| 1998年4月16日 | NO MUSIC, NO WIFE | MJXT-1011 | 三十路船               | 作詞/作曲/編曲 |
| 1998年4月16日 | NO MUSIC, NO WIFE | MJXT-1011 | モンゴリアンチョップ   | 作詞/作曲/編曲 |

## 出演

### テレビ番組
- アニソンCLUB!-R（TOKYO MX、ZAQと共に司会）[8]

#### インターネットテレビ
- めざせ!ボカロP 〜出張生講座!!!（2011年4月21日、ニコニコ生放送）
- 耳carニコニコ生放送 〜どんなクルマが世界を変える?〜（2011年11月24日 - 、ニコニコ生放送）

### テレビアニメ
- 妖怪ウォッチ（ブリー隊長） - 3シリーズ
- 異世界魔王と召喚少女の奴隷魔術Ω（街のラッパー）

### ラジオ
- ミュ〜コミ+プラス（2019年3月28日）

### ゲーム
- 妖怪ウォッチ シリーズ（ブリー隊長）
- 妖怪三国志・妖怪三国志 国盗りウォーズ（ブリー隊長関羽）